# Жульєн Дювів'є
Жульє́н Дювів'є́ (фр. Julien Duvivier; 8 жовтня 1896, Лілль, Франція — † 30 жовтня 1967, Париж, Франція) — французький режисер німого, пізніше — звукового кіно. Володар головного призу Венеціанського кінофестивалю (двічі: у 1935 та 1937 роках) та головної премії японського кінофестивалю Kinema Junpo (тричі: 1935, 1939 та 1940 роки).  Сформував образ і приніс всесвітню славу Жану Габену. Його «Пепе ле Моко» (фр. «Pépé le Moko», 1936 рік) визнано одним з перших фільмів у стилі нуар.

## Життєпис
Навчався у Лілльському університеті, курсу не закінчив. Переїхав до Парижу. Дебютував як актор в театрі «Одеон» під керівництвом Андре Антуана (1916 рік). З 1918 року працював у кіно, співпрацював з Л. Фейядом, М. Л'Ерб'є. Як режисер свій перший фільм «Гасельдама, або Ціна крові» знімає у 1919-му. У роки німого кіно зняв більше двадцяти, головним чином комерційних, фільмів, з яких успіх мав лише «Вірую, або Трагедія Лурда». Останній для режисера в епоху німого кіно фільм «Дамське щастя» (фр. Au bonheur des dames, 1930 рік) був добре зустрінутий критикою.
Популярність і слава прийшли до Жульєна Дювів'є лише разом зі звуком, у 1930-і роки, що висунуло його в один ряд з такими метрами французького «поетичного реалізму», як Жан Ренуар, Марсель Карне та Жак Фейдер. Перша звукова стрічка Дювів'є — «Давид Гольдер», — вийшла у 1930 році. Він не лише продовжує знімати якісне кіно, але й озвучує деякі свої роботи з періоду німого кінематографу.
У 1934 році режисер уперше запрошує у свій фільм «Марія Шапделен» (фр. Maria Chapdelaine) Жана Габена — колишнього артиста вар'єте, що вже мав невеликий досвід роботи в кіно. Це поклало початок довгій творчій співпраці. Якщо ролі у фільмах «Рота» (фр. La Bandera, 1935) та «Голгофа» (фр. Golgotha, 1935) закріпили популярність Дювів'є і Габена у Франції, то стрічки «Славна компанія» (фр. La belle équipe, 1936 рік) та «Пепе ле Моко́» (фр. Pépé le Moko, 1936) приносять їм всесвітню популярність. Ці фільми були зняті режисером в художній манері поетичного реалізму, затребуваного у Франції в середині 1930-х років. Істориками і кінокритиками підкреслюється алюзія «Славної компанії» на суспільно-політичні реалії у Франції в час парламентських виборів 1936 року. Дювів'є, що зовсім не дотримується лівих поглядів, зобразив у фільмі не лише перемогу Народного фронту, але й швидкий розпад, який дійсно трапився з цим союзом наприкінці 1930-х років. У 1937 році режисер знімає романтичну драму «Бальний записник» (фр. Un carnet de bal) — спогади такої собі пані Лідії Макміллан Мерл Оберон про свої романтичні захоплення за минулі сорок років.
У 1938 році Жульєна Дювів'є було запрошено працювати до США на студію MGM, де він випускає фільм-біографію Йоганна Штрауса «Великий вальс». Наступного року повертається до Франції та знімає декілька фільмів: «Під кінець дня» — історію про літніх театральних акторів, «Віз-примара» (іноді — «Примарний візок», фр. La Charrette fantôme, 1939 рік) — фільм жахів за новелою «Візник» Сельми Лагерлеф. 1940 року Дювів'є готує до випуску фільм «Батько та син» (фр. Untel père et fils) — сімейну драму в історичних декораціях війни 1871 року. В умовах режиму Віші тема франко-пруського протистояння не могла бути допущеною цензурою на екран, і фільм було заборонено. Дювів'є поїхав до Сполучених Штатів. Прем'єра стрічки відбулася у США в 1943 році під назвою «Серце нації» (англ. The Heart of a Nation), у Франції — лише у 1945 році.
У свій «американський» період Жульєн Дювів'є знімає 5 фільмів, серед яких два рімейки: «Лідія» (англ. Lydia, 1941 рік) — на «Бальний записник», та «Самозванець» (англ. «The Impostor», 1944 рік) — на «Пепе ле Моко». Серед оригінальних та найвдаліших робіт — фільм-антологію з 6 історій «Казки Манхеттена» (англ. Tales of Manhattan) з Шарлем Буає, Рітою Гейворт, Джинджер Роджерс та ще багатьма популярними акторами Голлівуду того періоду.
По поверненню до Франції Дювів'є відчуває деяку настороженість з боку співвітчизників, що пережили окупацію на батьківщині. Його стрічка 1946 року «Паніка» (фр. «Panique»), пізніше визнана найпохмурішою й нігілістичною з усіх його робіт, була холодно сприйнята глядачами і критикою. Режисер частіше воліє працювати за кордоном: «Анна Кареніна» (англ. Anna Karenina) знята у 1948 році у Великій Британії, «Блек Джек» у 1950 році — в Іспанії. Жоден з його наступних фільмів успіху середини 1930-х років не повторив. Серед найкращих стрічок Дювів'є останнього періоду — психологічна драма на матеріалі руху Опору «Марі-Жовтень» (англ. Marie Octobre, 1959) та збірка новел «Диявол і десять заповідей» (фр. Le Diable Et Les Dix Commandements, 1962).
У 1967 році Жульєн Дювів'є потрапляє в автомобільну аварію, що спровокувала у нього серцевий напад, від якого режисер помер. За свою кар'єру видатний кінематографіст зняв понад 70 фільмів.

## Фільмографія (вибіркова)
Режисер
| Рік  | Українська назва               | Оригінальна назва                  | Примітки |
| ---- | ------------------------------ | ---------------------------------- | --- |
| 1919 | Гасельдама                     | Haseldama                          | |
| 1925 | Рижик                          | Poil de carotte                    | |
| 1926 | Людина з «Іспано»              | L'Homme a l'Hispano                | |
| 1930 | Давид Гольдер                  | David Golder                       | |
| 1930 | Дамське щастя                  | Аu bonheur des dames               | за романом Еміля Золя |
| 1932 | Рижик                          | Poil de carotte                    | |
| 1934 | Пакетбот «Тенасіті»            | Le Paquebot «Tenacity»             | премія Токійського кінофестивалю за найкращий зарубіжний фільм                                                            |
| 1934 | Марія Шапделен                 | Marie Chapdelaine                  | |
| 1935 | Голгофа                        | Golgotha                           | |
| 1935 | Рота                           | La Bandera                         | |
| 1936 | Славна компанія                | La Belle Équipe                    | премія Токійського кінофестивалю за найкращий зарубіжний фільм                                                            |
| 1936 | Ґолем                          | Le Golem                           | |
| 1937 | Пепе ле Моко                   | Pepe le Moko                       | премія Токійського кінофестивалю за найкращий зарубіжний фільм                                                            |
| 1937 | Бальний записник               | Un carnet de bal                   | премія за найкращий зарубіжний фільм на Венеційському МКФ, премія Токійського кінофестивалю за найкращий зарубіжний фільм |
| 1938 | Великий вальс                  | The Great Waltz                    | |
| 1939 | Під кінець дня                 | La Fin du jour                     | |
| 1942 | Казки Манхеттена               | Tales of Manhattan                 | |
| 1946 | Паніка                         | Panique                            | за романом Жоржа Сіменона «Заручини мосьє Іра»                                                                            |
| 1948 | Анна Кареніна                  | Anna Karenina                      | за однойменним романом Льва Толстого                                                                                      |
| 1949 | У царстві небесному            | Au royaume des cieux               | |
| 1951 | Під небом Парижу               | Sous le ciel de Paris              | |
| 1952 | Маленький світ Дона Камілло    | Le petit monde de Don Camillo      | номінація на премію BAFTA                                                                                                 |
| 1952 | Іменини Генрієтти              | La Fête à Henriette                | |
| 1953 | Повернення Дона Камілло        | Le retour de Don Camillo           | |
| 1954 | Справа Мауріціуса              | L'affaire Maurizius                | |
| 1955 | Маріана моїй юності            | Marianne de ma jeunesse            | |
| 1956 | Це час убивць                  | Voici les temps des assassins      | |
| 1957 | Людина в непромокальному плащі | L'Homme à l'imperméable            | за романом Д. Х. Чейза, номінація на Золотого ведмедя Берлінського МКФ                                                    |
| 1959 | Жінка і блазень                | La Femme et le Pantin              | за романом П'єра Луїса |
| 1959 | Марі-Октябрь                   | Marie-Octobre                      | |
| 1960 | Бульвар                        | Boulevard                          | за однойменним романом Робера Сабатьє                                                                                     |
| 1962 | Диявол і десять заповідей      | Le Diable et les Dix Commandements | |
| 1962 | Спекотний суд                  | La Chambre ardente                 | |
| 1963 | Мороз по шкірі                 | Chair de poule                     | |
| 1967 | Диявольськи Ваш                | Diaboliquement vôtre               | |

## Визнання
| Рік                            | Категорія                                              | Фільм                          | Результат |
| ------------------------------ | ------------------------------------------------------ | ------------------------------ | --------- |
| Венеційський кінофестиваль     |                                                        |                                |           |
| 1932                           | Приз глядацьких симпатій                               | Давид Гольдер                  | Номінація |
| 1934                           | Кубок Муссоліні за найкращий іноземний фільм           | Пакетбот «Тенасіті»            | Номінація |
| 1935                           | Кубок Муссоліні за найкращий іноземний фільм           | Марія Шапделен                 | Номінація |
| 1935                           | Спеціальна згадка                                      | Марія Шапделен                 | Перемога  |
| 1937                           | Кубок Муссоліні за найкращий іноземний фільм           | Бальний записник               | Перемога  |
| 1939                           | Кубок Муссоліні за найкращий іноземний фільм           | Під кінець дня                 | Номінація |
| 1946                           | Приз міжнародного журі кінокритиків за найкращий фільм | Паніка                         | Перемога  |
| 1949                           | Золотий лев                                            | У царстві небесному            | Номінація |
| Премія Kinema Junpo            |                                                        |                                |           |
| 1935                           | Найкращий фільм іноземною мовою                        | Пакетбот «Тенасіті»            | Перемога  |
| 1939                           | Найкращий фільм іноземною мовою                        | Бальний записник               | Перемога  |
| 1940                           | Найкращий фільм іноземною мовою                        | Пепе ле Моко                   | Перемога  |
| Нью-Йоркське коло кінокритиків |                                                        |                                |           |
| 1939                           | Найкращий режисер                                      | Великий вальс                  | 2 місце   |
| Німецька кінопремія            |                                                        |                                |           |
| 1953                           | Срібний кубок за просування демократичних цінностей    | Маленький світ Дона Камілло    | Перемога  |
| Берлінський кінофестиваль      |                                                        |                                |           |
| 1957                           | Золотий ведмідь                                        | Людина в непромокальному плащі | Номінація |